# محمدحسین زرندی
محمدحسین معصومی زرندی (۱۳۱۱ در امیرآباد زرندیه – ۶ خرداد ۱۳۹۳)، نماینده سابق ولی فقیه در استان کرمانشاه و نماینده مردم این استان در مجلس خبرگان رهبری بود.
وی به مدت ۲۳ سال به عنوان نماینده ولی فقیه در استان و امام جمعه کرمانشاه بود.

## زندگی‌نامه
محمدحسین معصومی زرندی در سال ۱۳۱۱ در روستای امیرآباد شهرستان زرندیه در استان مرکزی به دنیا آمد. وی از سال ۱۳۴۳ با همکاری محافل مذهبی شیعه برای تبلیغ تشیع در شهر کرمانشاه به این شهر آمده و در آنجا ساکن شد. زرندی در سال ۱۳۴۵ در کرمانشاه با حاجیه حجازی ازدواج کرد. وی در دورهٔ یکم مجلس خبرگان رهبری به عنوان نمایندهٔ استان کرمانشاه در این مجلس بدان راه یافت. در سال ۱۳۶۴ با ترور عطاالله اشرفی اصفهانی امام جمعهٔ شهر کرمانشاه، از سوی روح‌الله خمینی به عنوان نمایندهٔ ولی فقیه در استان کرمانشاه و امام جمعهٔ کرمانشاه منصوب شد. وی تا ۱ اسفند ۱۳۸۶ در این مقام باقی ماند و از این تاریخ جای خود را به مصطفی علما داد. زرندی در ۶ خرداد ۱۳۹۳ در کرمانشاه درگذشت.

### تحصیلات
وی از کودکی تا نوجوانی یعنی تا ششم ابتدایی را در محل و در شهر زرندیه ساوه گذراند و نظام قدیم را با معدل بالا کسب نمودند. به دلیل علاقهٔ پدر به روحانیت و تشویق وی به قم سفر کرد و به تحصیل علوم دینی پرداخت.

### استادان
زرندی دروس مقدمات و سطح را نزد افرادی چون فکور، سلطانی و اشعری فرا گرفت و دروس خارج فقه و اصول را نزد روح‌الله خمینی به مدت ۸ سال و سید حسین طباطبایی بروجردی به مدت ۳ سال و خارج مکاسب را نزد اراکی و دروس فلسفه (منظومه) را نزد سید رضا صدر و بخشی از اسفار و شفاء را نزد سید محمدحسین طباطبایی گذراند.
از شاگردان وی می‌توان به نورحسین سلیمی اشاره کرد.